# Revuelta de Tiro
La revuelta de Tiro y el consiguiente asedio de Tiro tuvieron lugar entre los años 996 y 998 de la era cristiana (386-388 de la hégira) en la ciudad de Tiro (actual Líbano).
El pueblo de Tiro, liderado por un marinero llamado 'Allaqa, se levantó en una revuelta contra el gobierno fatimí. El califa al-Hakim bi-Amr Allah envió para recuperar la ciudad un ejército y una armada al mando de Abu Abdallah al-Husayn ibn Nasr al-Dawla y del liberto Yaqut. Con base en las ciudades cercanas de Trípoli y Sidón, las fuerzas fatimíes bloquearon la ciudad por mar y tierra durante dos años. Fuerzas bizantinas intentaron auxiliar a los sitiados, pero fueron repelidas por la escuadra fatimí con grandes pérdidas. Finalmente, Tiro fue tomada en mayo del año 998, y sus defensores fueron muertos o hechos esclavos y enviados a Egipto, donde 'Allaqa fue desollado vivo y crucificado; muchos de sus seguidores y doscientos cautivos bizantinos fueron también ejecutados en la misma ocasión.